# Kuzicus koeppeli
Kuzicus koeppeli är en insektsart som beskrevs av Sänger och Brigitte Helfert 2004. Kuzicus koeppeli ingår i släktet Kuzicus och familjen vårtbitare. Inga underarter finns listade i Catalogue of Life.